# 戈罗杰茨科耶农村居民点
戈罗杰茨科耶农村居民点（俄语：Сельское поселение Городецкое）是俄罗斯联邦沃洛格达州基奇缅加镇区所属的一个农村居民点。其下辖有100个居民点，行政中心为基奇缅加镇。据2015年统计，该农村居民点的人口为9934人。